# Alaska-Yukon-Pacific Exposition
De Alaska-Yukon-Pacific Exposition was een wereldtentoonstelling die in 1909 in de Amerikaanse stad Seattle werd gehouden. Aanvankelijk wilde men de tentoonstelling organiseren ter gelegenheid van de 10e verjaardag van de Klondike goldrush. Hierdoor zou de tentoonstelling echter samenvallen met de Jamestown Exposition zodat voor twee jaar uitstel werd gekozen. De tentoonstelling richtte zich vooral op de ontwikkeling van de Pacific-Northwest het gebied rond Seattle. De buitenlandse inbreng was echter minimaal, alleen Canada en Japan waren met een eigen paviljoen vertegenwoordigd. Het Bureau  International des Expositions heeft deze tentoonstelling ook niet officieel erkend.

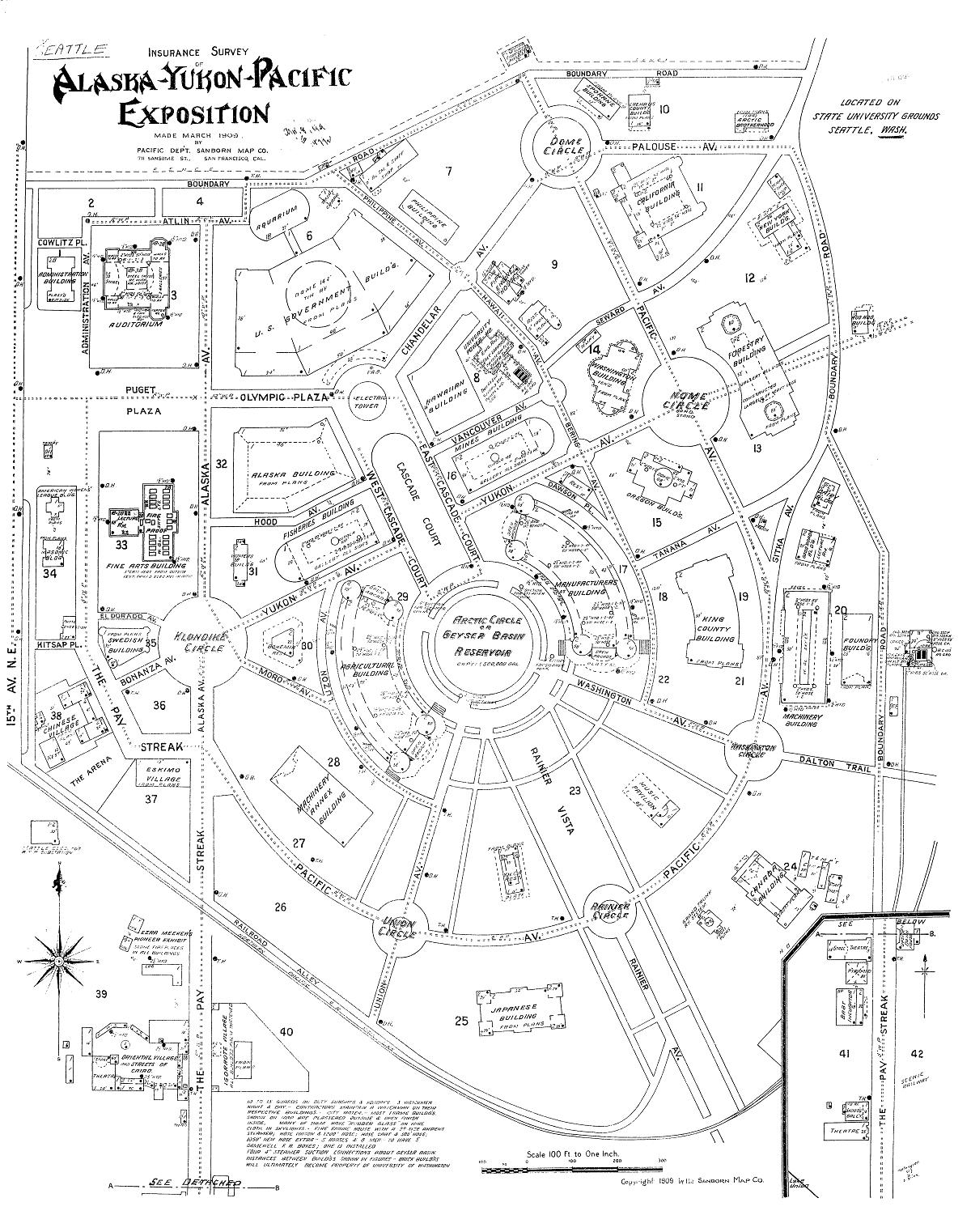
plattegrond